# Lord Howe Island Airport
Lord Howe Island Airport är en flygplats i Australien. Den ligger i delstaten New South Wales, i den sydöstra delen av landet, omkring 780 kilometer öster om delstatshuvudstaden Sydney. Lord Howe Island Airport ligger 3 meter över havet. Den ligger på ön Lord Howeön.
Trakten är glest befolkad. 
Genomsnittlig årsnederbörd är 1 457 millimeter. Den regnigaste månaden är november, med i genomsnitt 181 mm nederbörd, och den torraste är januari, med 43 mm nederbörd.